# Petros Mantalos
Petros Evangelos Mantalos (en griego: Πέτρος Ευάγγελος Μάνταλος; Komotini, 31 de agosto de 1991) es un futbolista profesional griego que juega como centrocampista en la Superliga de Grecia para el club AEK Atenas.

## Trayectoria[1]

### Skoda Xanthi
Petros Mantalos empezó a jugar al fútbol profesional en la Superliga de Grecia para el Skoda Xanthi. Durante su tiempo en el Skoda, Mantalos jugó un total de 90 partidos (15 goles, 10 asistencias) contando  todas las competiciones, estas actuaciones le valieron la convocación a la selección de Grecia Sub-19 y luego a la selección sub-21. Mantalos estuvo en la agenda de los gigantes griegos del Olympiakos, Panathinaikos, pero finalmente terminó fichando por el AEK Atenas.

### AEK Atenas
En el verano de 2013 Petros Mantalos firmó con el AEK Atenas FC, (con una breve vuelta al Skoda Xanthi entre 2013-2014).
En la Liga Europa de la UEFA 2017-18 marcó el primer gol en el primer partido de su equipo en la fase de grupos de la competición frente al HNK Rijeka croata. El AEK Atenas venció por (1-2) a los croatas.

## Selección nacional
| Período   | Selección     | Goles | Partidos |
| --------- | ------------- | ----- | -------- |
| 2009-2010 | Grecia sub-19 | 2     | 8        |
| 2011-2012 | Grecia sub-21 | 0     | 0        |
| 2014-     | Grecia        | 7     | 68       |

## Palmarés

### Títulos nacionales
| Título              | Club             | País   | Año  |
| ------------------- | ---------------- | ------ | ---- |
| Copa de Grecia      | AEK Atenas F. C. | Grecia | 2016 |
| Superliga de Grecia | AEK Atenas F. C. | Grecia | 2018 |
| Superliga de Grecia | AEK Atenas F. C. | Grecia | 2023 |
| Copa de Grecia      | AEK Atenas F. C. | Grecia | 2023 |